# Jonathan Bartley

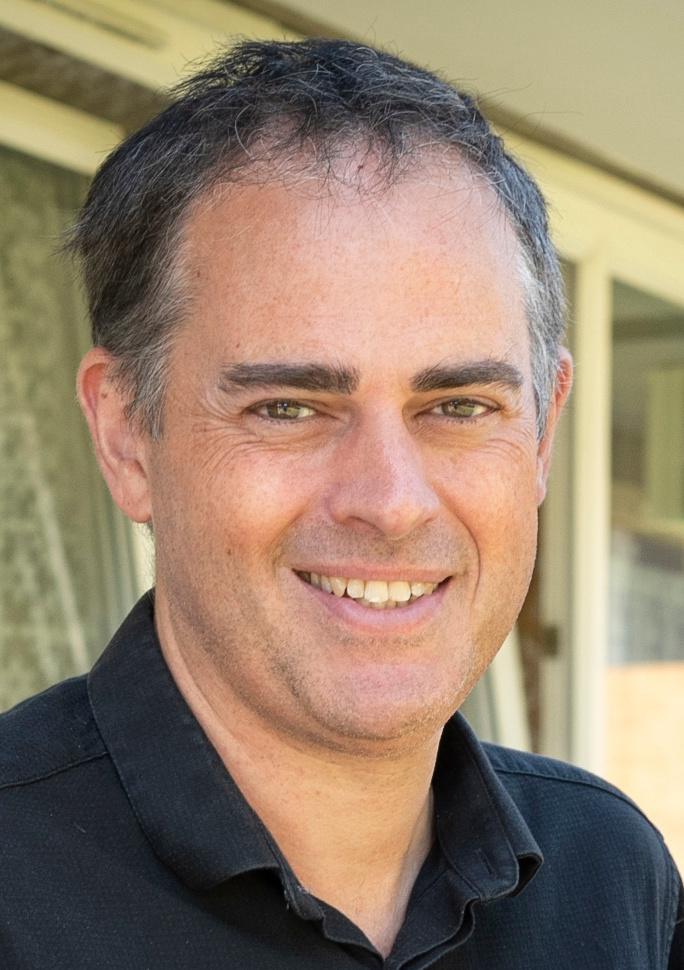
Jonathan Bartley, 2018

Jonathan Charles Bartley (* 16. Oktober 1971 in London) ist ein britischer Politiker. Seit dem 2. September 2016 ist er einer der beiden Parteivorsitzenden der Green Party of England and Wales. Zuerst teilte er die Position mit Caroline Lucas und seit dem 4. September 2018 mit Siân Berry. Er war außerdem Sprecher der Grünen für Arbeit und Altersvorsorge.

## Kindheit und Familie
Bartley wurde am 16. Oktober 1971 in London geboren. Sein Vater war Christopher Bartley, ein beratender NHS-Arzt und Veteran der Normandie.
Bartley besuchte von 1980 bis 1989 das Dulwich College und nach dem Abitur die London School of Economics and Political Science, die er 1994 abschloss.

## Leben und Karriere
Nach seinem Abschluss arbeitete Bartley mehrere Jahre parteiübergreifend als Forscher und parlamentarischer Assistent im britischen Parlament. Er war Mitglied des Wahlkampfteams von John Major bei der Wahl zum Parteivorsitzenden der Conservative Party gegen John Redwood.
2002 war Bartley Mitbegründer von Ekklesia, einer christlichen Denkfabrik, die sich mit der „sich verändernden Rolle von Überzeugungen, Werten und Glauben / Nicht-Glauben im öffentlichen Leben“ befasst. 2008 war er außerdem Mitbegründer der Accord Coalition, die sich für die Beseitigung religiöser Diskriminierung im englischen und walisischen Schulsystem einsetzt.
Er schreibt regelmäßig für BBC One's „The Big Questions“. Zuvor war er an BBC Radio 4 „Thought for the Day“ und ITVs „The Moral of the Story“ beteiligt und Kolumnist der Church Times. Er war Gast in „The Moral Maze“ von BBC Radio 4 und hat für die Zeitung The Guardian geschrieben. Er hat ebenfalls die Green Party of England and Wales in den Medien vertreten, einschließlich der Wohlfahrtsdebatte der BBC bei den Unterhauswahlen 2015, bei der er mit dem ehemaligen Arbeits- und Rentenminister Iain Duncan Smith von der Conservative Party zusammenstieß.

## Vorfall mit David Cameron
Am 27. April 2010, als Bartley mit seinem Sohn Samuel auf einen Krankenhaustermin im Evelina London Children’s Hospital wartete, fragte ein Vertreter der Conservative Party, ob er den damaligen Vorsitzenden der Partei, David Cameron, treffen wolle. Bartley stimmte dem zu und Vertreter der Partei brachten Cameron zu ihm.
Bartley kritisierte ihn daraufhin dafür, dass die konservativen Bildungspläne die Ausgrenzung behinderter Kinder verstärken würden, da dort die Rede davon war, die Einbeziehung von Kindern mit besonderen Bedürfnissen in Regelschulen zu beenden. In Bezug auf seinen eigenen zweijährigen Versuch, seinem Sohn einen Platz in einer Regelschule zu verschaffen, fragte Bartley auch, warum die Conservative Party Kinder mit Behinderung nicht dazu ermutigen, eine Regelschule zu besuchen. Cameron sagte dazu: „Das steht absolut fest, Sir, das verspreche ich Ihnen“. Ein Faktencheck des Channel 4 widerlegte Camerons Behauptung danach jedoch.

## Werdegang bei den Grünen
Im Jahr 2012 wurde Bartley als Kandidat der Grünen für die Wahlkreise Lambeth und Southwark für die Wahlen zur Londoner Versammlung ausgewählt und gewann über 18.000 Stimmen. Bartley fungierte auch als Pressereferent der Partei.
Im Jahr 2014 bestritt Bartley die St. Leonard's Ward auf Lambeth Council als Kandidat der Green Party of England and Wales. Er belegte den fünften Platz.
Bartley war der Kandidat der Grünen für den Londoner Wahlkreis Streatham bei den Unterhauswahlen 2015 und erhielt 4421 Stimmen (8,9 Prozent) gegenüber 1,8 Prozent bei den Unterhauswahlen 2010.
Bartley kandidierte innerhalb seiner Partei als für die Funktion des Spitzenkandidaten bei den Bürgermeisterwahlen in London 2016, unterlag jedoch Siân Berry. Er kandidierte gemeinsam mit Caroline Lucas erfolgreich zur Wahl des Parteivorsitzenden. Bartley und Lucas setzten sich mit 13.570 Stimmen deutlich gegen David Malone durch, der auf 956 Stimmen kam. 2018 wurde Bartley im Amt bestätigt, diesmal zusammen mit Siân Berry.
Am 3. Mai 2018 wurde Bartley zum Ratsmitglied der Grünen für St. Leonard's Ward im Lambeth Council gewählt. Dort ist er Fraktionsvorsitzender und Oppositionsführer im Rat.
Im Zuge der Unterhauswahlen 2019 kandidierte Bartley im Wahlkreis Dulwich and West Norwood und erreichte dort mit 16,5 Prozent der Stimmen noch vor dem Kandidaten der Conservative Party den zweiten Platz. Die Liberal Democrats verzichteten dabei zu Gunsten von Bartley auf einen eigenen Kandidaten.

## Politische Positionen
Bartley setzt sich besonders für die schulische Inklusion von Kindern mit Behinderung ein. Er ist unter anderem Vorsitzender des Centre for Studies on Inclusive Education (CSIE). Bartley ist Gegner des derzeit im Vereinigten Königreich geltenden Mehrheitswahlrechts zu Unterhauswahlen und setzte sich im Zuge des Wahlrechtsreferendums im Vereinigten Königreich 2011 für die Einführung des Verhältniswahlrechts ein. Er befürwortet ein Verbot der Halal-Schlachtung.
Bartley lehnt die Nutzung der Kernenergie ab, die er als veraltet bezeichnet und befürwortet verstärkte Investitionen in Erneuerbare Energien. Er spricht sich für ein Fracking-Verbot aus.
Bartley lehnt den Brexit ab und versprach, dass sich seine Partei für ein zweites Referendum einsetzen werde.